# Ákra Kyllíni
Ákra Kyllíni är en udde i Grekland.   Den ligger i prefekturen Nomós Ileías och regionen Västra Grekland, i den sydvästra delen av landet, 230 km väster om huvudstaden Aten.
Terrängen inåt land är platt. Havet är nära Ákra Kyllíni åt nordväst.  Närmaste större samhälle är Vartholomió, 10,9 km sydost om Ákra Kyllíni.